# Vladimír Hanák
Vladimír Hanák (ur. 31 marca 1931 w Znojmie, zm. 17 grudnia 2022 w Pradze) – czeski zoolog, chiropterolog, propagator ochrony przyrody, profesor Uniwersytetu Karola w Pradze.

## Życiorys
Żył wraz z rodziną w Znojmie, skąd został przez Niemców wysiedlony w 1938, po podpisaniu układu monachijskiego. Lata II wojny światowej przeżył u wujka we wsi Horní Újezd (Wysoczyna). Tutaj rozwinęły się jego zainteresowania przyrodnicze, zwłaszcza ornitologiczne. Już w latach gimnazjalnych publikował w narodowym periodyku ornitologicznym Sylvia. W trakcie studiów na Uniwersytecie Karola w Pradze pozostawał pod opieką docenta Waltera Černego, ale jego głównym mentorem pozostawał jeden z największych autorytetów czeskiej zoologii, prof. Julius Komárek (w trzecim roku studiów stał się jego asystentem). W dniu zakończenia studiów był pracownikiem Wydziału Przyrodniczego Uniwersytetu Karola. Na początku lat 50. XX wieku, wraz ze swoim uczniem, Jiřím Gaislerem, zwrócił uwagę na słabo wówczas w Czechosłowacji rozeznane zagadnienia nietoperzy. Organizował ekspedycje naukowe do czechosłowackich jaskiń, a także do Albanii, Bułgarii, azjatyckiej części Związku Sowieckiego, jak również na Zakaukazie. Publikował pierwsze przeglądy nietoperzy tych rejonów oraz taksonomiczne zestawienia mniej znanych form fauny paleoarktycznej. Na początku lat 60. XX wieku organizował pierwsze konferencje naukowe na temat badań nad ssakami, obecne Dni Zoologiczne. We wrześniu 1968 zorganizował wraz z Gaislerem pierwszą międzynarodową konferencję poświęconą nietoperzom (doszła do skutku w bardzo okrojonej formie z uwagi na inwazję państw Układu Warszawskiego na Czechosłowację). Modernizował kursy zoologii i badania terenowe. W 1969, wraz z Gaislerem i Ivanem Horáčkiem zainicjował zestandaryzowany monitoring zimowisk nietoperzy w Czechosłowacji, niemający wówczas w Europie odpowiednika (około 1500 lokalizacji). Habilitował się po 1989. Podczas aksamitnej rewolucji (jesienią 1989) został wybrany na prodziekana Wydziału Nauk Ścisłych Uniwersytetu Karola i był odpowiedzialny za jego przekształcenie w nowoczesną instytucję badawczą. Na początku lat 90. XX wieku zainicjował i uczestniczył w tworzeniu Parku Narodowego Podyjí w południowo-wschodnich Czechach. Znacznie ułatwił utworzenie tego parku, organizując multidyscyplinarne badania w zakresie dokumentacji fauny i flory tego obszaru. W 2021 został członkiem American Society of Mammologists.